# Azenia
Azenia (in greco antico: Ἀζηνία?, Azēnía) era un demo dell'Attica di collocazione incerta.
Secondo Strabone era situato tra Anaflisto e Sunio, nella baia di cui il capo Sunio forma il promontorio orientale  e al largo della quale si trova l'isola di Patroklos, ma è certo, o perlomeno molto probabile, che nel testo tradito il nome "Azenia" sia corrotto e vada emendato con "Atene".
Una delle localizzazioni attualmente proposte è a sud di Kokkini, non lontano da Eleusi.